# マルチンケーヴィッチの定理
数学において、Józef Marcinkiewicz (1939)により発見されたマルチンケーヴィッチの補間定理（マルチンケーヴィッチのほかんていり、英: Marcinkiewicz interpolation theorem）とは、Lp空間上の非線型作用素のノルム評価を与える一結果である。
マルチンケーヴィッチの定理は、線型作用素に関するリース＝ソリンの定理と似ているが、非線型作用素に対しても適用できる。

## 準備
f を、測度空間 (X, F, ω) 上で定義される実数値あるいは複素数値の可測関数とする。f の分布関数は次で定義される。
{\displaystyle \lambda _{f}(t)=\omega \left\{x\in X\mid |f(x)|>t\right\}.}
このとき f が弱 {\displaystyle L^{1}} であるとは、ある定数 C が存在して、f の分布関数が任意の t > 0 に対して次の不等式を満たすことをいう：
{\displaystyle \lambda _{f}(t)\leq {\frac {C}{t}}.}
この不等式を満たす最小の C のことを弱 {\displaystyle L^{1}} ノルムといい、通常 {\displaystyle ||f||_{1,w}} あるいは {\displaystyle ||f||_{1,\infty }} と表す。同様に、この関数による空間を通常 L1,w あるいは L1,∞ と表す。
（注釈：この表記はわずかに誤解を招くおそれがある。実際、{\displaystyle (0,1)} 上の関数 {\displaystyle 1/x} と {\displaystyle 1/(1-x)} の和のノルムは 2 ではなく 4 であることについて考えれば分かるが、弱ノルムは三角不等式を満たさない。）
任意の L1 関数は L1,w に属し、次の不等式が成り立つ。
{\displaystyle \|f\|_{1,w}\leq \|f\|_{1}.}
これはマルコフの不等式（チェビシェフの不等式としても知られる）に他ならない。この逆は真ではない。例えば、関数 1/x は L1,w に属すが、L1 には属さない。
同様に、{\displaystyle |f|^{p}} が L1,w に属すような関数 f の空間として弱 {\displaystyle L^{p}} 空間を定義することが出来る。このとき弱 {\displaystyle L^{p}} ノルムは次で定義できる。
{\displaystyle \|f\|_{p,w}=\|\,|f|^{p}\|_{1,w}^{1/p}.}
より具体的に、Lp,w ノルムは、任意の t > 0 に対して次の不等式を満たす最小の C で定義される。
{\displaystyle \lambda _{f}(t)\leq {\frac {C^{p}}{t^{p}}}.}

## 定理
マルシンケーヴィッチの定理は、非公式的には次のようなものである。
定理： T は {\displaystyle L^{p}} から {\displaystyle L^{p,w}} への有界線型作用素であり、同時に {\displaystyle L^{q}} から {\displaystyle L^{q,w}} への有界線型作用素でもあるとする。このとき p と q の間の任意の r に対して、T は {\displaystyle L^{r}} から {\displaystyle L^{r}} への有界線型作用素となる。
言い換えると、端点 p および q での弱有界性のみを仮定したとしても、その内側では通常の有界性が得られるということになる。これをより正式に言うために、T は稠密部分集合上でのみ有界で完全であることを説明する必要がある。詳細についてはリース＝ソリンの定理を参照されたい。
マルチンケーヴィッチの定理がリース＝ソリンの定理よりも弱い点は、ノルムの評価である。この定理では T の {\displaystyle L^{r}} ノルムに対する上界が与えられているが、r が p あるいは q に収束につれてこの上界は発散する。具体的に (DiBenedetto 2002, Theorem VIII.9.2)、次を仮定する。
{\displaystyle \|Tf\|_{p,w}\leq N_{p}\|f\|_{p},}
{\displaystyle \|Tf\|_{q,w}\leq N_{q}\|f\|_{q}.}
すなわち Lp から Lp,w へのT の作用素ノルムは高々 Np であり、 Lq から Lq,w へのT の作用素ノルムは高々 Nq である。このとき、次の補間不等式が、p と q の間のすべての r と、すべての f ∈ Lr に対して成り立つ：
{\displaystyle \|Tf\|_{r}\leq \gamma N_{p}^{\delta }N_{q}^{1-\delta }\|f\|_{r}.}
ここで
{\displaystyle \delta ={\frac {p(q-r)}{r(q-p)}}}
および
{\displaystyle \gamma =2\left({\frac {r(q-p)}{(r-p)(q-r)}}\right)^{1/r}.}
である。この定数 δ および γ は、q=∞ に対しても極限を取ることで与えられる。